# Arktis.
Arktis. je šesti studijski album norveškog progresivnog metal glazbenika Ihsahna. Album je 8. travnja 2016. godine objavila diskografska kuća Candlelight Records.

## Popis pjesama
Tekstovi i glazba: Ihsahn. 
| 1.    | »Disassembled«             | 5:02 |
| 2.    | »Mass Darkness«            | 3:52 |
| 3.    | »My Heart Is of the North« | 4:43 |
| 4.    | »South Winds«              | 5:34 |
| 5.    | »In the Vaults«            | 4:09 |
| 6.    | »Until I Too Dissolve«     | 5:24 |
| 7.    | »Pressure«                 | 6:04 |
| 8.    | »Frail«                    | 3:39 |
| 9.    | »Crooked Red Line«         | 4:16 |
| 10.   | »Celestial Violence«       | 5:24 |
| 48:07 |                            |      |

| Bonus pjesma s ograničene inačice albuma | Bonus pjesma s ograničene inačice albuma | Bonus pjesma s ograničene inačice albuma | Bonus pjesma s ograničene inačice albuma | Bonus pjesma s ograničene inačice albuma | Bonus pjesma s ograničene inačice albuma | Bonus pjesma s ograničene inačice albuma | Bonus pjesma s ograničene inačice albuma | Bonus pjesma s ograničene inačice albuma | Bonus pjesma s ograničene inačice albuma |
| Br.                                      | Skladba                                  | Tekstopisac                              | Trajanje                                 |                                          |                                          |                                          |                                          |                                          |                                          |
| ---------------------------------------- | ---------------------------------------- | ---------------------------------------- | ---------------------------------------- | ---------------------------------------- | ---------------------------------------- | ---------------------------------------- | ---------------------------------------- | ---------------------------------------- | ---------------------------------------- |
| 11.                                      | »Til Tor Ulven (Søppelsolen)«            | Tor Ulven                                | 9:13                                     |                                          |                                          |                                          |                                          |                                          |                                          |
| 57:20                                    |                                          |                                          |                                          |                                          |                                          |                                          |                                          |                                          |                                          |

## Zasluge
| Ihsahn - Ihsahn – vokali, gitara, bas-gitara, klavijature, produkcija Ostalo osoblje - Jens Bogren – miksanje, mastering - Ritxi Ostáriz – dizajn | Dodatni glazbenici - Matt Heafy – prateći vokali (na pjesmi 2) - Einar Solberg – dodatni vokali (na pjesmama 1 i 10) - Tobias Ørnes Andersen – bubnjevi - Jørgen Munkeby – saksofon (na pjesmi 9) - Robin Ognedal – dodatna gitara (na pjesmi 3) - Nicolay Tangen Svennæs – dodatne orgulje (na pjesmi 3), klavijature - Hans Herbjørnsrud – recitacija (na pjesmi 11) |